# Мушетт
«Мушетт» (фр. Mouchette) — чёрно-белая драма французского режиссёра Робера Брессона по повести Жоржа Бернаноса «Новая история Мушетт» (1937). Премьера фильма состоялась 28 марта 1967 г.

## Сюжет
Юная Мушетт живёт в тяжёлых условиях. Её мать при смерти, а отцу нет никакого дела до неё. К тому же ей приходится испытывать унижения со стороны одноклассников и преподавателей.
Однажды ночью в лесу Мушетт встречает Арсена — деревенского браконьера, полагавшего, что он убил егеря Матьё. Арсен пытается использовать Мушетт для создания себе алиби…

## В ролях
- Надин Нортье — Мушетт
- Жан-Клод Гильбер — Арсен
- Мари Кардинал — мать Мушетт
- Поль Эбер — отец Мушетт
- Жан Вимне — Матьё
- Мари Сузини — жена Матьё
- Лилиан Принсе — учительница
- Сюзанна Югвенен
- Марин Трише — Луиза
- Раймонд Шабрун — бакалейщик

## Съёмочная группа
- Режиссёр-постановщик: Робер Брессон
- Автор сценария: Робер Брессон
- Оператор: Гислен Клоке
- Композиторы: Жан Винер, Клаудио Монтеверди
- Продюсер: Анатоль Дауман
- Монтажёр: Раймон Лами
- Художник-постановщик: Пьер Гюффруа
- Художник по костюмам: Одетт Ле Барбеншон
- Звукорежиссёр: Жак Каррэре

## Награды и номинации
- 1967 — Каннский кинофестиваль:[1][2]
  - номинация на «Золотую пальмовую ветвь» - Робер Брессон
  - особый приз Международной католической организации в области кино (OCIC) за лучшую режиссуру – Робер Брессон
  - специальный приз в номинации Homage by the Jury's Unanimous Decision – Робер Брессон
- 1967 — Венецианский кинофестиваль: кубок Пазинетти за лучший фильм – Робер Брессон[3]
- 1968 — премия синдиката кинокритиков за лучший французский фильм – Робер Брессон[4]
- 1969 — премия Итальянского национального профсоюза киножурналистов: «Серебряная лента» за лучшую режиссуру иностранного фильма – Робер Брессон[5]

### Рецензии
- Review by David Vericat
- Au Hasard, Balthazar and Mouchette
- Mouchette: Girl, Interrupted
- Review by Michael Atkinson
- Thursday Editor’s Pick: Mouchette (1967)
- Review by Dave Kehr
- Keeping up with the D'Urbervilles
- Mouchette – Classic Movie Review 4373
- Review by A.H. Weiler
- Review by Matt Bailey
- An uncompromising psychological drama, presented as a religious parable
- Review by Brian Baxter
- Брессон всех кинематографистов ненавидит — вот в этом мы с ним похожи